# Joël Sami
Andre-Joël Sami (ur. 13 listopada 1984 w Montfermeil) – piłkarz z Demokratycznej Republiki Konga występujący na pozycji obrońcy w Ratchaburi Mitr Phol FC.

## Kariera klubowa
Karierę zaczynał w ASOA Valence, jednak zdążył tutaj rozegrać tylko trzy mecze. W 2004 roku przeniósł się do Amiens SC. W drużynie z Amiens występował cztery lata. W 2008 roku został kupiony przez AS Nancy. W 2015 roku został piłkarzem SV Zulte Waregem, a w 2016 trafił do US Orléans. W 2017 został zawodnikiem tajskiego Ratchaburi Mitr Phol FC.
| Sezon   | Klub                    | Kraj      | Rozgrywki           | Mecze | Bramki | Rozgrywki Europy | Mecze | Bramki |
| ------- | ----------------------- | --------- | ------------------- | ----- | ------ | ---------------- | ----- | ------ |
| 2002/03 | ASOA Valence            | Francja   | Ligue 2             | 0     | 0      | -                | -     | -      |
| 2003/04 | ASOA Valence            | Francja   | Ligue 2             | 3     | 0      | -                | -     | -      |
| 2004/05 | Amiens SC               | Francja   | Ligue 2             | 29    | 0      | -                | -     | -      |
| 2005/06 | Amiens SC               | Francja   | Ligue 2             | 34    | 3      | -                | -     | -      |
| 2006/07 | Amiens SC               | Francja   | Ligue 2             | 33    | 4      | -                | -     | -      |
| 2007/08 | Amiens SC               | Francja   | Ligue 2             | 24    | 3      | -                | -     | -      |
| 2008/09 | AS Nancy                | Francja   | Ligue 1             | 8     | 1      | Liga Europy UEFA | 1     | 0      |
| 2009/10 | AS Nancy                | Francja   | Ligue 1             | 23    | 1      | -                | -     | -      |
| 2010/11 | AS Nancy                | Francja   | Ligue 1             | 23    | 0      | -                | -     | -      |
| 2011/12 | AS Nancy                | Francja   | Ligue 1             | 27    | 0      | -                | -     | -      |
| 2012/13 | AS Nancy                | Francja   | Ligue 1             | 29    | 0      | -                | -     | -      |
| 2013/14 | AS Nancy                | Francja   | Ligue 2             | 35    | 2      | -                | -     | -      |
| 2014/15 | AS Nancy                | Francja   | Ligue 1             | 35    | 1      | -                | -     | -      |
| 2015/16 | SV Zulte Waregem        | Belgia    | Eerste klasse       | 26    | 0      | -                | -     | -      |
| 2016/17 | US Orléans              | Francja   | Ligue 1             | 31    | 0      | -                | -     | -      |
| 2017    | Ratchaburi Mitr Phol FC | Tajlandia | Thai Premier League | 15    | 1      | -                | -     | -      |

Stan na: koniec 2017

## Kariera reprezentacja
W reprezentacji Demokratycznej Republiki Konga zadebiutował 26 marca 2008 roku w meczu przeciwko reprezentacji Maroka.